# سنومانین
| سامانه  | ردیف    | اشکوب      | سن (میلیون سال) |
| ------- | ------- | ---------- | --------------- |
| پالئوژن | پالئوسن | دانین      | → پس از آن      |
| کرتاسه  | پسین    | ماستریختین | ۶۶–۷۲,۱         |
| کرتاسه  | پسین    | کامپانین   | ۷۲,۱–۸۳,۶       |
| کرتاسه  | پسین    | سانتونین   | ۸۳,۶–۸۶,۳       |
| کرتاسه  | پسین    | کنیاسین    | ۸۶,۳–۸۹,۸       |
| کرتاسه  | پسین    | تورونین    | ۸۹,۸–۹۳,۹       |
| کرتاسه  | پسین    | سنومانین   | ۹۳,۹–۱۰۰,۵      |
| کرتاسه  | پیشین   | آلبین      | ۱۰۰,۵–~۱۱۳      |
| کرتاسه  | پیشین   | آپتین      | ~۱۱۳–~۱۲۵       |
| کرتاسه  | پیشین   | بارمین     | ~۱۲۵–~۱۲۹,۴     |
| کرتاسه  | پیشین   | هاتریوین   | ~۱۲۹,۴–~۱۳۲,۹   |
| کرتاسه  | پیشین   | والانجینین | ~۱۳۲,۹–~۱۳۹,۸   |
| کرتاسه  | پیشین   | بریاسین    | ~۱۳۹,۸–~۱۴۵     |
| ژوراسیک | پسین    | تیتونین    | → پیش از آن     |

سنومانین (انگلیسی: Cenomanian) در مقیاس زمانی زمین‌شناسی کمیسیون بین‌المللی چینه‌شناسی قدیمی‌ترین و نخستین عصر از دور کرتاسه پسین یا پایین‌ترین اشکوب از ردیف کرتاسه بالایی است.
سنومانین بازه زمانی از ۱۰۰٫۵ تا ۹۳٫۹ میلیون سال پیش را پوشش می‌دهد. بر پایه مقیاس زمانی زمین‌شناسی، سنومانین پس از آلبین و پیش از تورونین روی داده است.
در پایان سنومانین یک مرحله کمبود اکسیژن روی داد که باعث رویداد کوچکی از انقراض گونه‌های دریایی شد.